# Alchemilla plicata
Alchemilla plicata es una especie de planta del género Alchemilla, perteneciente a la familia Rosaceae.

## Taxonomía
Alchemilla plicata fue descrita por Robert Buser en 1893.

## Distribución
Se encuentra en el territorio de Europa hasta el sur de Siberia.